# الکساندرف، بخش بلچاتف
الکساندرف، بخش بلچاتف (به لاتین: Aleksandrów, Bełchatów County) یک منطقهٔ مسکونی در لهستان است که در Gmina Rusiec واقع شده‌است.